# Estazolam
Estazolam ist ein Beruhigungsmittel, das unter dem Handelsnamen Prosom verkauft wird. Es besitzt anxiolytische, krampflösende, hypnotische, beruhigende und skelettmuskelentspannende Eigenschaften. Estazolam ist ein intermediär wirkendes orales Benzodiazepin mit einem Triazolring und wird zur kurzfristigen Behandlung von Schlaflosigkeit verwendet.
1968 wurde es patentiert und kam 1975 in den medizinischen Einsatz.

## Wirkung und Nebenwirkungen
Estazolam ist nach oraler Aufnahme zu 93 % bioverfügbar, wird mit einer Halbwertszeit von 10 bis 24 Stunden über die Leber metabolisiert und über die Nieren ausgeschieden.
Nebenwirkungen am Morgen nach der Einnahme sind häufig Beeinträchtigungen der geistigen und körperlichen Leistungsfähigkeit, Somnolenz, Schwindel, Hypokinesie und eine beeinträchtigte Koordination. Nach längerer Einnahme ist eine Abhängigkeit von Benzodiazepinen möglich.